# 特里斯特薩峰
10°05′03″N 63°57′30″W / 10.08417°N 63.95833°W
特里斯特薩峰（西班牙語：Cerro Tristeza），是委內瑞拉的山峰，位於該國東北部蘇克雷州，處於庫馬納科阿以南，毗鄰安索阿特吉州邊界，該山峰海拔高度2,596米。